# Anton Mozr
Anton „Tonda“ Mozr (tschechisch Antonín Mózr, * 3. März 1943 in Prag) ist ein ehemaliger deutsch-tschechischer Volleyball-Nationalspieler.

## Volleyball-Karriere
Mozr begann in den 1950er Jahren mit dem Volleyball in seiner Heimatstadt und spielte seit 1959 in der Junioren-Nationalmannschaft der ČSSR. Von 1960 bis 1962 spielte er bei Dynamo Prag und von 1962 bis 1969 bei Rudá Hvězda Prag, wo er 1966 die tschechoslowakische Meisterschaft gewann. Mit der A-Nationalmannschaft der ČSSR wurde Mozr 1966 im eigenen Land Weltmeister und 1967 in Istanbul Vize-Europameister. Er absolvierte insgesamt 216 Länderspiele. Nachdem er 1968 für die Olympischen Spiele in Mexiko nicht berücksichtigt worden war, ging Mozr 1969 in die Bundesrepublik Deutschland und spielte fünf Jahre beim SSF Bonn, mit dem er 1974 Deutscher Meister wurde. 1975 wechselte der Zuspieler zum Hamburger SV und wurde hier 1976 erneut Deutscher Meister. Anschließend gelang ihm als Spielertrainer mit dem 1. SC Norderstedt der Aufstieg von der Hamburger Bezirksliga in die Landesliga. In der Saison 1984/85 wurde Mozr als Trainer des Hamburger SV zum dritten Mal Deutscher Meister und gewann den DVV-Pokal. Anschließend trainierte er bis 1988 erneut den 1. SC Norderstedt.

## Privates
Mozr ist verheiratet. Er hat zwei Söhne sowie drei Enkelkinder.